# 傑克·島袋
傑克·島袋（Jake Shimabukuro，1976年11月3日—）為來自美國夏威夷州的烏克麗麗演奏家。
因有著多樣化的演奏技巧，而被稱為烏克麗麗界的吉米·罕醉克斯。

## 生平
傑克·島袋出身於夏威夷州的檀香山，為第五代琉球裔美國人。在四歲時因把玩由母親給予的烏克麗麗琴而開始對此樂器產生興趣，青年時期則曾在當地的咖啡館演出過。

### 樂團時期
1998年傑克·島袋從高校畢業後，與喬恩·山鄉（Jon Yamasato，擔任吉它）、羅帕卡·克隆（Lopaka Colon，擔任打擊樂器）三人組成名為「Pure Heart」的表演樂團開始公開演出。同一年Pure Heart發表了與樂團齊名的首張專輯，並在當年夏威夷的音樂大獎典禮「Na Hoku Hanohano」上獲得了年度最佳新人、最佳專輯等獎項。
在2000年因喬恩·山鄉提出退出Pure Heart的要求，傑克·島袋便與原先的團友羅帕卡·克隆及另一名的吉它手蓋伊·克魯茲（Guy Cruz）新組成名為「Colon」的樂團，註1該團體則同在2001年Na Hoku Hanohano典禮上奪得獎項。

### 單飛至今
於Colon獲得獎項不久後，隔年2002年1月傑克·島袋選擇離開所屬樂團，改以個人樂手身份單飛演出，並在4月與日本索尼音樂簽下合約。在2003年傑克·島袋則赴日參加在新潟縣舉辦的第7屆日本富士搖滾音樂祭活動。
2004年在紐約製作的節目《Ukulele Disco》上，傑克·島袋以烏克麗麗琴表演了披頭四成員喬治·哈里森的歌曲《當我的吉他溫柔地哭泣》。該演出片段後續上傳至影片分享網站Youtube時累積了達六百多萬次的瀏覽次數，也讓傑克·島袋的名氣因此高漲。
2006年傑克·島袋則參與了由李相日執導影片《扶桑花女孩》的配樂製作，並在同年年底赴日參加第57回NHK紅白歌合戰擔任替夏川里美的特別嘉賓。
平時除展開烏克麗麗琴的巡迴表演外，傑克·島袋亦擔任在社區舉行活動、推廣音樂好處的組織「音樂即良藥」（Music is Good Medicine）發言人。

## 榮譽獎項
Pure Heart時期

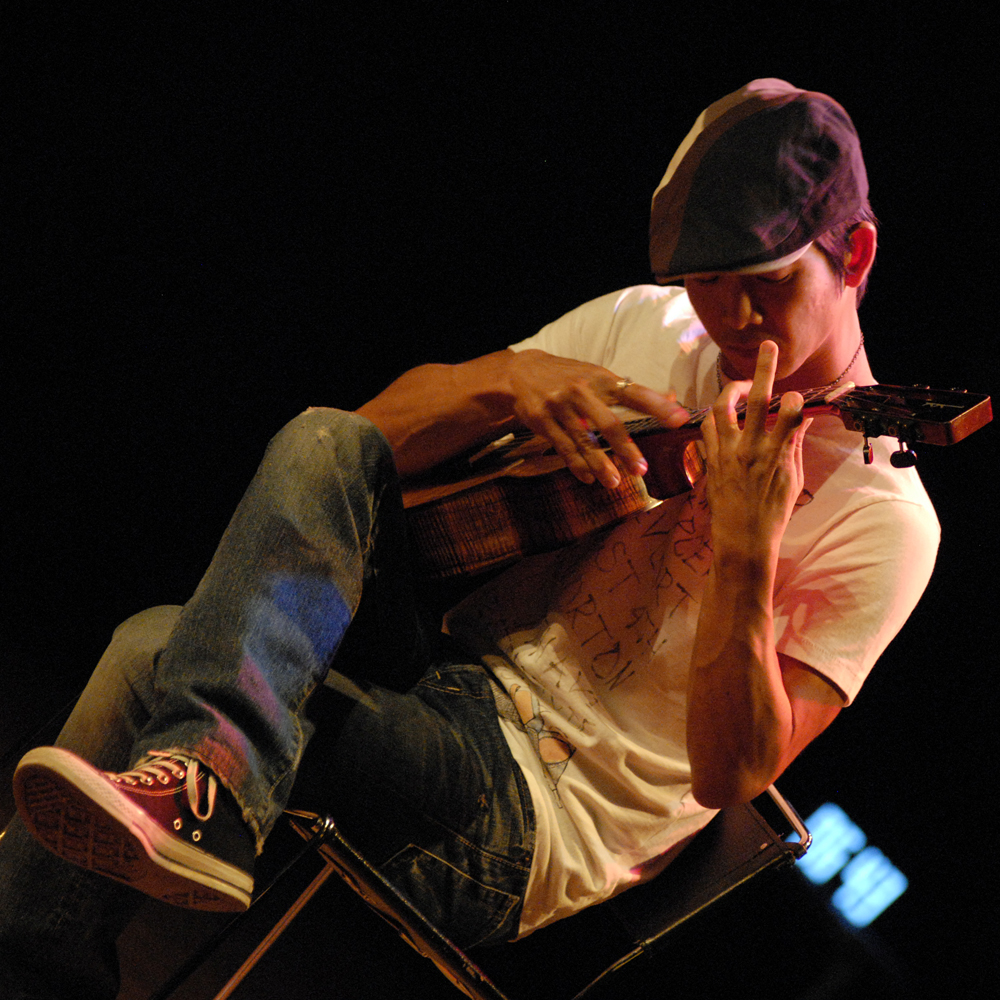
於2009年JazzFest'09上的傑克·島袋

- 1999年Na Hoku Hanohano典禮：以專輯《Pure Heart》獲得當年最佳專輯、最佳表演者及最受歡迎藝人。[4]
- 2000年Na Hoku Hanohano典禮：以專輯《Pure Heart 2》獲得當年最佳專輯。[9]

Colon時期
- 2001年Na Hoku Hanohano典禮：獲選為年度藝人。[6]

個人榮譽
- 2003年Na Hoku Hanohano典禮：獲選為最受歡迎藝人；並以專輯《Sunday Morning》獲選最佳演奏專輯。[10]
- 2004年起連3年被夏威夷觀光局選為當地代表人物。[11]
- 2004年日美150年交流紀念會：由日本外務省頒發為對日美交流有功人士的紀念獎狀。[12]
- 2004年Na Hoku Hanohano典禮：以專輯《Crosscurrent》獲選最佳演奏專輯。[13]
- 2005年Na Hoku Hanohano典禮：以專輯《Walking Down Rainhill》獲選最佳演奏專輯。[14]
- 2005年雜誌《ADlib誌》：獲選為最優秀世界音樂人。
- 2006年Na Hoku Hanohano典禮：獲選最受歡迎藝人。[15]
- 2006年被沖繩縣選為沖繩民間大使。[16]
- 2007年Na Hoku Hanohano典禮：以專輯《Gently Weeps》獲得最佳演奏專輯。[17]
- 2008年第11屆夏威夷音樂大獎：以專輯《My Life》獲得烏克麗麗獎及原聲帶專輯《Hula Girl》獲得電影配樂獎。[18]
- 2010年Na Hoku Hanohano典禮：以專輯《Live》獲得最佳演奏專輯及年度最受歡迎藝人。[19]

## 音樂作品

### 專輯
Pure Heart時期
- PURE HEART（1998年）
- PURE HEART 2（1999年）
- PURE HEART 2.5（1999年）

Colon時期
- The Groove Machine（2001年）

個人專輯
- Sunday Morning（2002年）
- Skyline（2002年12月20日）
- Crosscurrent（2003年）
- Walking Down Rainhill（2004年）
- Dragon（2005年）
- Peace, Love & Ukulele（2005年）
- Gently Weeps（2006年）※受喬治·哈里森啟發而命名的專輯。[20]
- My Life（2007年）
- 一期一會（2008年）※日本歌曲的演奏版
- YEAH（2008年）
- Across The Universe（2009年）※披頭四歌曲的烏克麗麗演奏版。
- Live（2009年）
- I ♥ UKULELE（2010年）
- Aloha To You（2011年）

### 單曲
- Ehime Maru（2001年）
- Hula Girl（2006年）
- 春日來臨（2007年）
- 安穩（2009年）

### 原聲帶
- Aida Aida（2005年）※NHK教育節目的體操配樂。[21]
- Hula Girl（2006年）※電影《扶桑花女孩》配樂。
- Hula Girl plus 1（2006年）
- SideWays（2009年）※2004年電影《酒佬日記》的翻拍版。

## 參與電視劇配樂
- 離婚女律師II（2005年）[22]
- Beyond the Break（2006年）

## 影響者
- 傑夫·貝克

英國搖滾樂手。傑克·島袋曾為了加快彈奏速度而讓手指套上匹克，在見識過傑夫·貝克徒手彈奏吉他的能力後則拋棄使用匹克的念頭。
- 比爾·考斯比

黑人喜劇演員。小時的傑克·島袋在HBO頻道上看了比爾·考斯比能以獨自一人來娛樂大眾的舞台魅力，讓他產生能成為像比爾·考斯比那樣帶來歡樂的表演家的契機。
- 李小龍

武打影星。李小龍的武術哲學啟發傑克·島袋在音樂風格上的摸索，而傑克·島袋亦為李小龍的影迷。

## 關係人物
- 布魯斯·島袋：傑克·島袋的親弟弟，同為烏克麗麗演奏家。

## 外部連結
- （英文）傑克·島袋的英語官方網站 （页面存档备份，存于）
- （日語）傑克·島袋的日語官方網站